# Written in the Stars
Pass Out je píseň britského grime zpěváka Tinie Tempaha. Píseň se nachází na jeho debutovém studiovém albu Disc-Overy. Produkce se ujal producent iSHi. S touto písní mu vypomohl britský zpěvák Eric Turner.

## Hitparáda
| Země           | Umístění |
| -------------- | -------- |
| Austrálie      | 34       |
| Česko          | 3        |
| Kanada         | 18       |
| Nový Zéland    | 13       |
| Irsko          | 1        |
| Velká Británie | 1        |
| USA            | 12       |
| Slovensko      | 12       |
| Německo        | 83       |

| "Just The Way You Are" od Bruno Mars | Anglické #1 hity 3. října ~ 9. října 2010 | "Fuck You!" od Cee Lo Green |